# Lon Nil
Lon Nil (? – 1970) là em trai của Thủ tướng Campuchia Lon Nol và là nạn nhân chết trong vụ đảo chính năm 1970.
Nil là con út của Lon Hin, một quan chức huyện trong thời kỳ thực dân Pháp. Giống như người anh trai Lon Nol, ông học tại Trường Lycée Chasseloup-Laubat ở Sài Gòn, Việt Nam và tiếp nối truyền thống gia đình là vào làm việc trong bộ máy an ninh nhà nước thuộc địa sau khi tốt nghiệp. Cuối cùng, ông trở thành ủy viên cảnh sát huyện Memot thuộc tỉnh Kampong Cham.
Trong khi Hoàng thân Norodom Sihanouk đang thực hiện chuyến công du ra nước ngoài ở Bắc Kinh, Trung Quốc, thì vào ngày 18 tháng 3 năm 1970, Hoàng thân Sirik Matak đã trợ giúp Lon Nol tổ chức một cuộc bỏ phiếu của Quốc hội để truất phế chức vụ Quốc trưởng của Sihanouk và thâu tóm mọi quyền hành vào trong tay nhằm thực hiện sự thống trị tối cao và tiến tới việc thành lập nước Cộng hòa Khmer.
Ngày 23 tháng 3 cùng năm, Sihanouk công khai tuyên bố kháng chiến tại Trung Quốc và kêu gọi nhân dân Campuchia nổi dậy chống chính phủ phe đảo chính. Một cuộc bạo loạn nổ ra ở Kampong Cham do đám đông dân chúng hưởng ứng lời kêu gọi từ Sihanouk đã xông vào dinh thống đốc tỉnh và giết chết một số quan chức ủng hộ Lon Nol nhất là hai đại biểu Quốc hội, Kim Phon và Saoun Sos. Lon Nol liền gửi người em trai tới Kampong Cham để theo dõi tình hình ở đó, Nil được chọn một phần do ông là chủ sở hữu đồn điền cao su trong khu vực và khá quen thuộc địa hình nơi đấy. Vào ngày 28 tháng 3, tại Tonle Bet, Nil bị một đám đông công nhân ủng hộ Sihanouk từ đồn điền Chup vây chặt và bắt sống, rồi lôi ra đánh cho đến chết ở giữa chợ của thị trấn.
Có tin đồn dai dẳng rằng các thành viên của đám đông đã cắt gan từ cơ thể Lon Nil; sau đó đưa vào một nhà hàng Trung Quốc buộc chủ nhà hàng phải nấu chín và cắt ra từng phần. Sau đó chuyển ra ngoài phục vụ cho người dân trong khu vực ngay lập tức. (Mặc dù việc ăn gan của kẻ thù được coi là một hành động truyền thống của việc trả thù trong văn hóa Khmer, thế nhưng nó không được coi là một chuyện tầm thường dù đã trở thành một phương tiện tuyên truyền phổ biến, như lời buộc tội thường xuyên của hai phe dựa theo cam kết của lực lượng mỗi bên trong cuộc nội chiến Campuchia sau đó). Một cư dân ở Kampong Cham kể từ sau sự cố đấy nói rằng đám đông đã làm điều đặc biệt này "để bày tỏ sự tức giận cùng cực của họ" đối với Lon Nol.
Ngay khi nghe được tin về tai nạn bi thương của người em trai, Lon Nol lập tức điều quân đội tới đàn áp dữ dội các cuộc biểu tình, gây ra cái chết của hàng trăm người dân thường Campuchia. 